# Nomada garciana
Nomada garciana är en biart som beskrevs av Cockerell 1907. Nomada garciana ingår i släktet gökbin, och familjen långtungebin. Inga underarter finns listade i Catalogue of Life.